# Chilades trochylus
Chilades trochylus  (лат.) — вид чешуекрылых насекомых из семейства голубянок. Распространён в Европе (Греция), Африке и Южной Азии. Обитает в саваннах, карру, на полях, в низменных лесах; в высокогорных лесах отсутствует. Встречаются на водно-болотных угодьях, равнинах, в скалистой местности, парках и садах, а также по краям лесов. Размах крыльев самцов от 15—19 мм, самок — 16—20 мм. Гусеницы питаются на Indigofera cryptantha и Heliotropium.
Известно 4 подвида:
- Chilades trochylus trochylus — Африка, Греция, Малая Азия, Малый Кавказ, Армения;
- Chilades trochylus obscura — Казахстан, Узбекистан, Туркменистан;
- Chilades trochylus orientalis — Таиланд, Непал;
- Chilades trochylus persa — Азербайджан, Копетдаг.